# Killåsbräken
Killåsbräken (Botrychium minganense) är en låsbräkenväxtart som beskrevs av Frère Marie-Victorin. Killåsbräken ingår i släktet låsbräknar, och familjen låsbräkenväxter. Inga underarter finns listade i Catalogue of Life.

## Bildgalleri

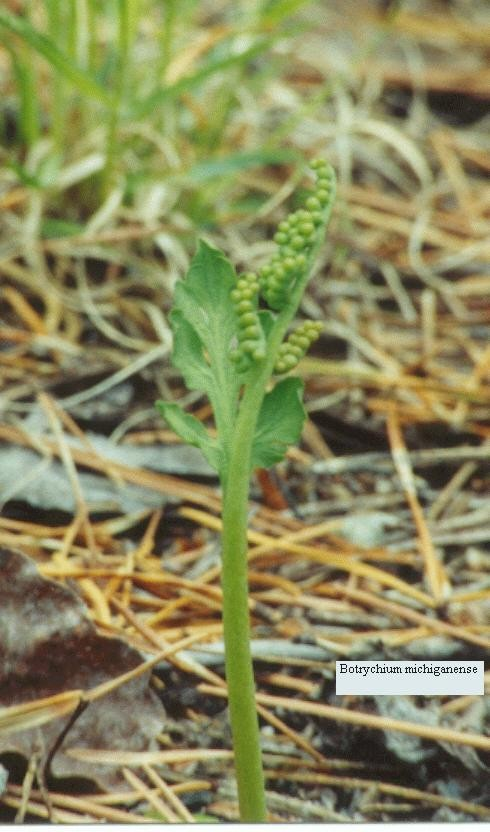
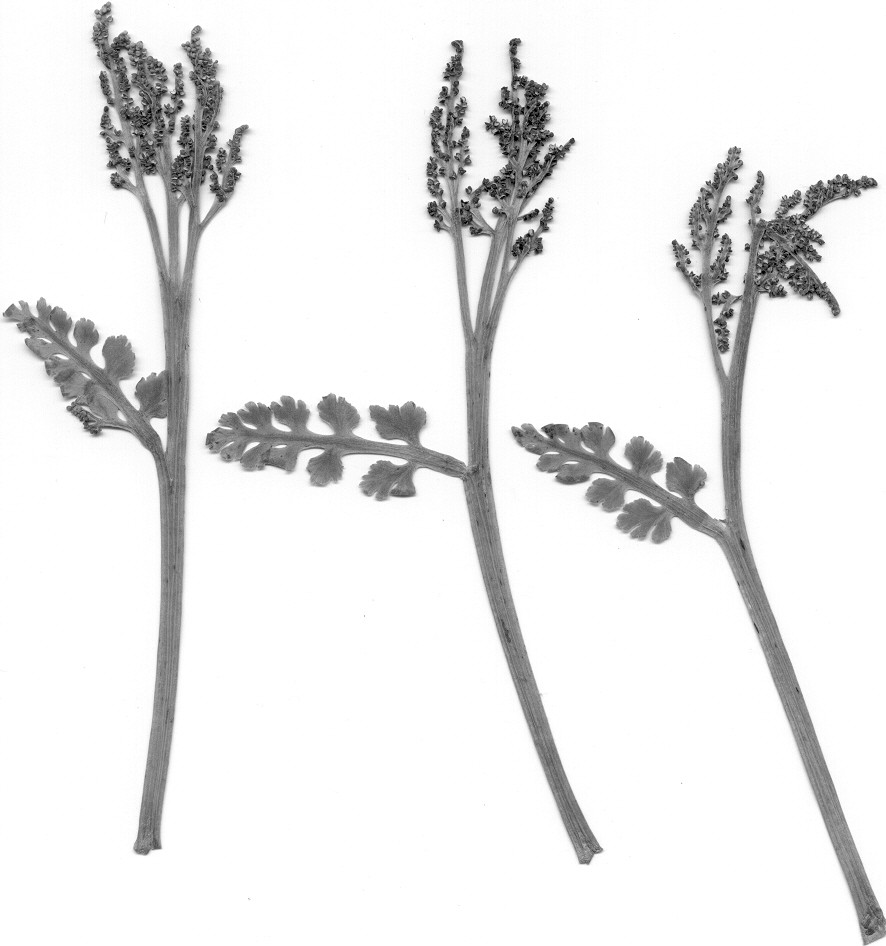
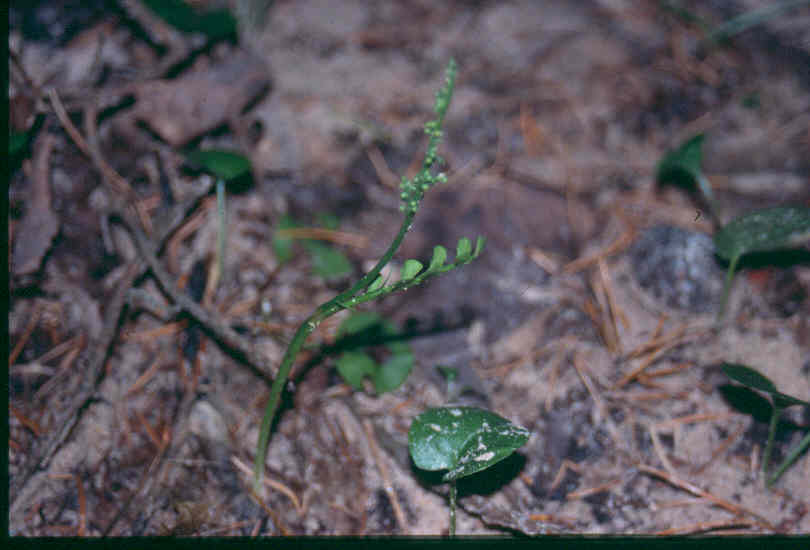
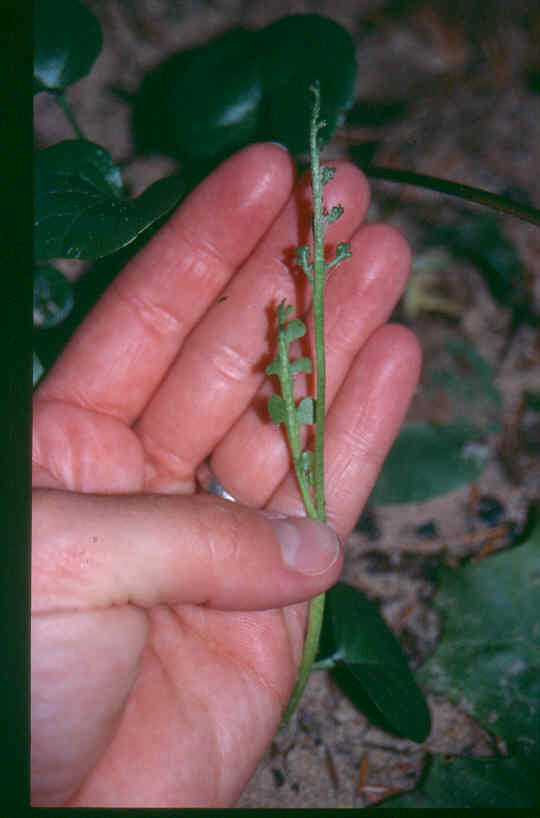
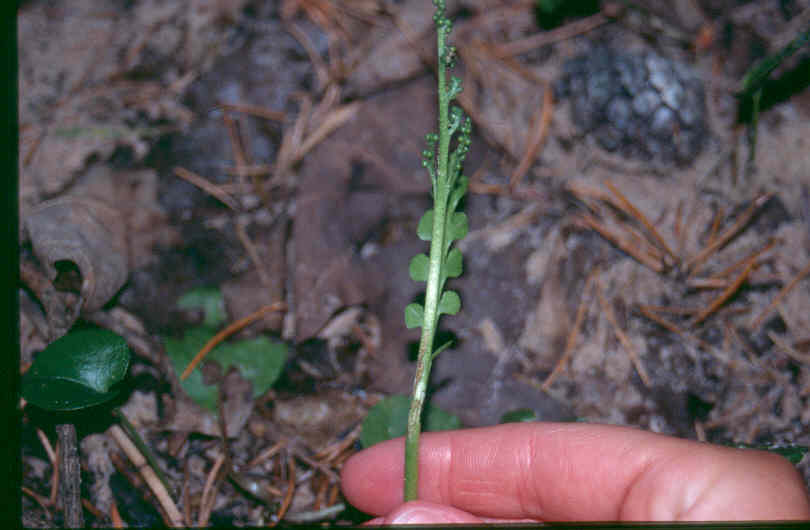